# Point Loma
Point Loma est une communauté urbaine de la banlieue de San Diego, en Californie. Géographiquement, c'est une péninsule vallonnée qui est bordé à l'ouest et au sud par l'océan Pacifique, à l'est par la baie de San Diego et la vieille ville de San Diego et au nord par la rivière San Diego. Avec la presqu'île de Coronado, Point Loma sépare la baie de San Diego de l'océan Pacifique.

## Histoire
Dans les années 1920, il y avait à Point Loma une piste d'atterrissage en terre connue sous le nom de Dutch Flats dans ce qui est maintenant le quartier Midway de Point Loma. C'est là que Charles Lindbergh a testé et piloté pour la première fois son avion, le Spirit of St. Louis, qui avait été construit à San Diego par la Ryan Aeronautical Company. Un bureau de poste américain maintenant situé sur le site contient plusieurs plaques historiques commémorant Dutch Flats et Lindbergh.

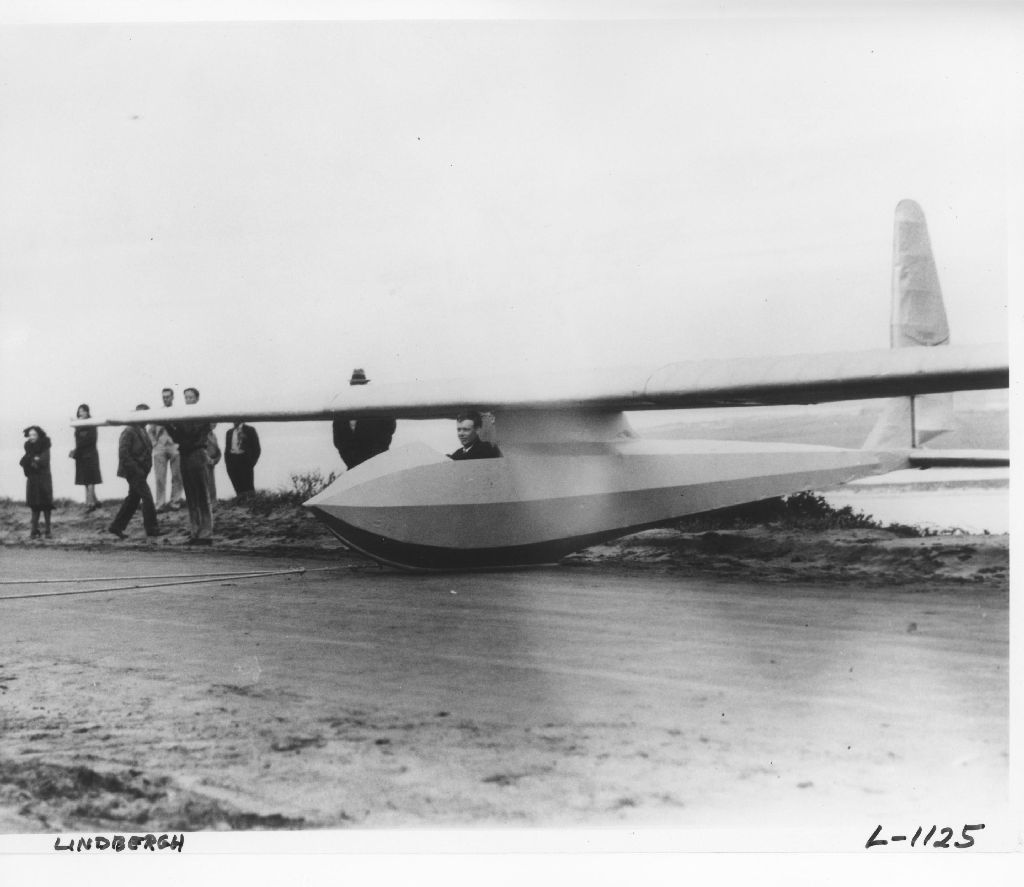
Charles Lindbergh se préparant au décollage dans un planeur Bowlus SP-1 Paperwing, le 19 janvier 1930 à Point Loma.

En raison des brises de mer dominantes et de la longue crête nord-sud, Point Loma était un site de vol à voile bien connu de 1929 à 1935. William Hawley Bowlus, le surintendant de la construction du Spirit of St. Louis, et un résident de Point Loma, a construit le premier planeur de conception et construction américaine, le Bowlus SP-1 Paperwing, et a piloté ce planeur le long du côté ouest de Point Loma pour établir un nouveau record d'endurance américain. Bowlus a ensuite utilisé certaines autres conceptions plus raffinées pour planer pendant plus de 9 heures près du monument national de Cabrillo; un des étudiants de Bowlus, Jack C. Barstow, a survolé Point Loma pendant plus de 15 heures en 1930 pour établir un record du monde non officiel d'endurance. À la lumière de ces réalisations, Point Loma a été nommé National Landmark of Soaring par le National Soaring Museum en 1996; avec une plaque commémorative près de la zone de lancement du Cabrillo National Monument. Ces réalisations audacieuses ont fait la une des journaux nationaux et ont été particulièrement édifiantes au plus fort de la Grande Dépression. Après avoir entendu parler des vols record de Bowlus, Lindbergh est retourné à San Diego en janvier 1930 spécifiquement pour être écolé par Bowlus. Lindbergh a appris à planer dans les planeurs Bowlus à Point Loma; Point Loma a par la suite continué d'attirer les passionnés de planeur locaux.